# David Baumgardt
David Baumgardt (* 20. April 1890 in Erfurt; † 21. Juli 1963 in New York City) war ein deutscher Philosoph.

## Leben und Tätigkeit
Baumgardt war ein Sohn des Kaufmanns Samuel Baumgardt (1856–1927) und seiner Frau Regine, geb. Harzfelder. Nach dem Besuch des humanistischen Gymnasiums seiner Heimatstadt studierte er von 1908 bis 1914 Philosophie, Physik, Geschichte und Literaturgeschichte an den Universitäten Freiburg, Wien, München, Heidelberg und Berlin. In Berlin gehörte er zum frühexpressionistischen Neuen Club um Kurt Hiller. Außerdem unterhielt er freundschaftliche Beziehungen zu Georg Heym und Jacob van Hoddis. Nach Unterbrechung seiner Studien durch die zwangsweise Teilnahme am Ersten Weltkrieg promovierte Baumgardt 1920 zum Dr. phil.
Nach seiner Habilitation zum Privatdozenten im Jahr 1924 unterrichtete Baumgardt bis 1935 als Privatdozent (1924–1931) und dann (1932–1935) als außerordentlicher Professor für Philosophie an der Friedrich-Wilhelms-Universität Berlin. 1931 erhielt er einen Lehrauftrag für Geschichte und Ästhetik. Zwischendurch war er Gastdozent an der Hochschule für die Wissenschaft des Judentums. Nach dem Machtantritt der Nationalsozialisten wurde er 1935 auf Grundlage der Nürnberger Rassegesetze aus dem Universitätsdienst entlassen. Er ging daraufhin noch im selben Jahr über Spanien – wo er kurz in Madrid lehrte – in die Emigration nach Großbritannien. Dort unterrichtete er von 1935 bis 1939 als Gastdozent an der University of Birmingham.
Von den nationalsozialistischen Polizeiorganen wurde Baumgardt nach seiner Emigration als Staatsfeind eingestuft: Im Frühjahr 1940 setzte das Reichssicherheitshauptamt in Berlin ihn auf die Sonderfahndungsliste G.B., ein Verzeichnis von Personen, die im Falle einer erfolgreichen deutschen Invasion Großbritanniens durch die Sonderkommandos der SS-Einsatzgruppen mit besonderer Priorität ausfindig gemacht und verhaftet werden sollten.
1939 kam er in die Vereinigten Staaten, wo er zunächst an verschiedenen Colleges unterrichtete, um schließlich von 1941 bis 1954 als Berater (Consultant) für den Bereich Philosophie und Politische Wissenschaft in der Library of Congress in Washington D.C. zu arbeiten. Von 1955 bis 1956 lehrte er Gastdozent für Philosophie an der Columbia University in New York. Daneben war er Mitarbeiter verschiedener Zeitschriften.
Baumgardt war Mitglied der American Philosophical Association und der International Academy of Human Rights. Seine Forschungsschwerpunkte waren die antike Philosophie und Ethik.
Baumgardts Nachlass wird heute vom amerikanischen Leo Baeck Institut verwahrt, das auch ein Stipendium für Studenten vergibt, die sich mit der Erforschung und Fortführung seines Werkes befassen.

## Schriften
- Das Möglichkeitsproblem der Kritik der reinen Vernunft, der modernen Phänomenologie und der Gegenstandstheorie, 1920. (Nachdruck 1978)
- Franz v. Baader und die philosophische Romantik, 1927.
- Spinoza und Mendelssohn. Reden und Aufsätze zu ihren Gedenktagen, 1932.
- Der Kampf um den Lebenssinn unter Vorläufern der modernen Ethik, 1933.
- Bentham and the Ethics of Today, 1952.
- Great Western Mystics and their Lasting Significance, New York 1961.
- Die abendländische Mystik, 1963.
- Mystik und Wissenschaft: ihr Ort im abendländischen Denken, 1963.
- Looking Back on a German University Career 1908-1933. In: Leo Baeck Institute Year Book 10 (1965), S. 239–265.
- Jenseits von Machtmoral und Masochismus: hedonistische Ethik als kritische Alternative, 1977.